# Hans Ahlmann (forfatter)
 For alternative betydninger, se Hans Ahlmann. (Se også artikler, som begynder med Hans Ahlmann)
Hans Christian Vilhelm Ahlmann (født 29. oktober 1881 i København, død 13. maj 1952 i Birkerød) var en dansk digter.

## Biografi
Ahlmann tilhørte den kreds af lyrikere, som var inspireret af Viggo Stuckenbergs sprogligt beherskede, rytmisk prægede digtning. Ahlmanns mest kendte værker inkluderer Poplerne (1910), Genlyd af Dagene (1918) og Foraar i Danmark (1920). Ahlmann var derudover forfatter til de litterære analyser Det danske Parnas 1900-1920 (1920) og Moderne dansk Lyrik (1922). Han modtog i 1936 Drachmannlegatet for sit forfatterskab.
Hans efterårssang "Se det er tiden da aksene falde" var trykt i sangbogen Den danske sang. 1949 (Gjellerups forlag) nr 279. Den har melodi af den danske komponist Hakon Andersen.